# Gilbert Natot
Gilbert Natot est un monteur français né le 23 janvier 1923 à Champigny-sur-Marne et mort le 23 avril 2000 à Gisors.

## Filmographie partielle
- 1952 : La Bergère et le Ramoneur de Paul Grimault
- 1953 : Le Portrait de son père d’André Berthomieu
- 1955 : La Mort en fuite d'André Berthomieu
- 1956 : Lorsque l'enfant paraît de Michel Boisrond
- 1958 : Ni vu… Ni connu… d’Yves Robert
- 1959 : Signé Arsène Lupin d'Yves Robert
- 1959 : La Nuit des espions de Robert Hossein
- 1959 : Toi, le venin de Robert Hossein
- 1960 : Le Dialogue des carmélites de Philippe Agostini
- 1960 : Les Yeux sans visage de Georges Franju
- 1961 : Pleins Feux sur l'assassin de Georges Franju
- 1961 : Le Jeu de la vérité, de Robert Hossein
- 1962 : Thérèse Desqueyroux de Georges Franju
- 1963 : Judex de Georges Franju
- 1964 : Requiem pour un caïd de Maurice Cloche
- 1965 : Thomas l'imposteur de Georges Franju
- 1965 : Les Copains d'Yves Robert
- 1966 : Le Grand Restaurant de Jacques Besnard
- 1970 : Quatre hommes aux poings nus de Robert Topart
- 1970 : La Faute de l'abbé Mouret de Georges Franju
- 1972 : Trois milliards sans ascenseur de Roger Pigaut
- 1973 : Nuits rouges de Georges Franju
- 1976 : Le Jour de gloire de Jacques Besnard